# Halickie

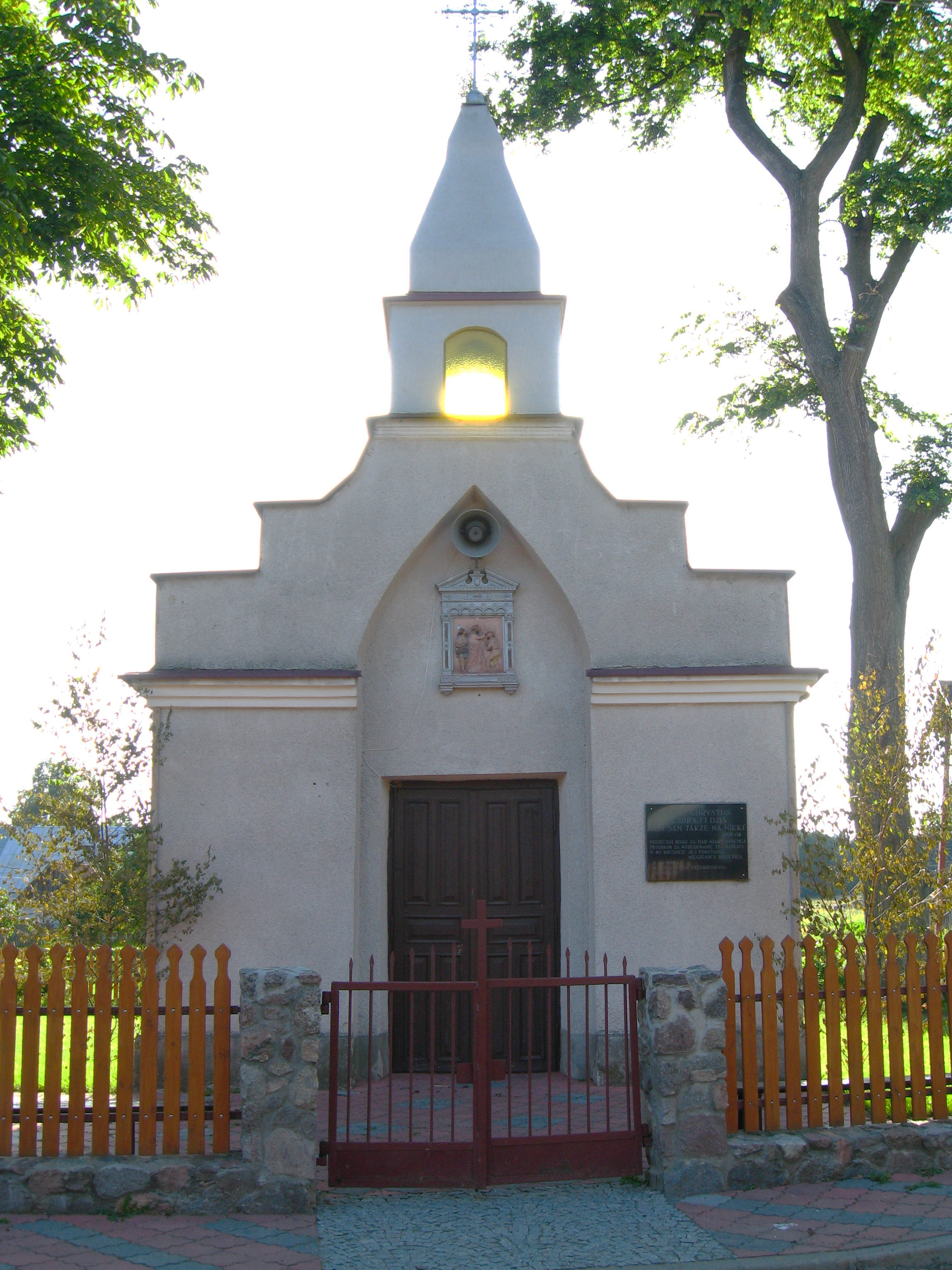
Kapliczka

Halickie – wieś w Polsce położona w województwie podlaskim, w powiecie białostockim, w gminie Zabłudów.
1 stycznia 2006 część wsi (158 ha) włączono do Białegostoku.
W latach 1975–1998 miejscowość administracyjnie należała do województwa białostockiego.
Miejscowość w strukturze cerkwi należy do parafii w Białymstoku, a wierni kościoła rzymskokatolickiego należą do parafii św. Jana Chrzciciela w Białymstoku.